# Yucca cernua
Yucca cernua är en sparrisväxtart som beskrevs av E.L.Keith. Yucca cernua ingår i släktet palmliljor, och familjen sparrisväxter. Inga underarter finns listade i Catalogue of Life.

## Bildgalleri

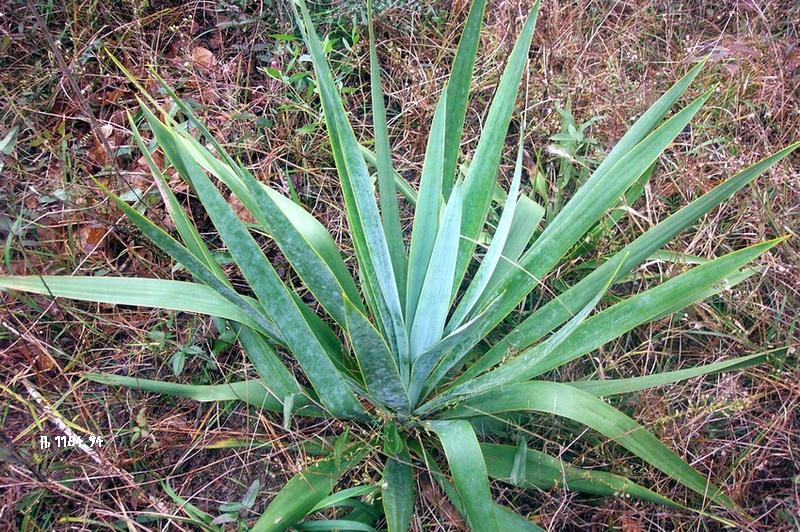
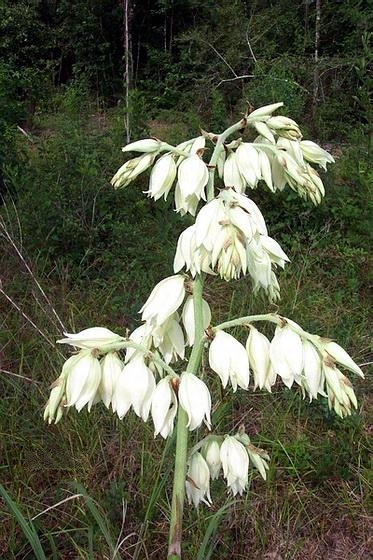
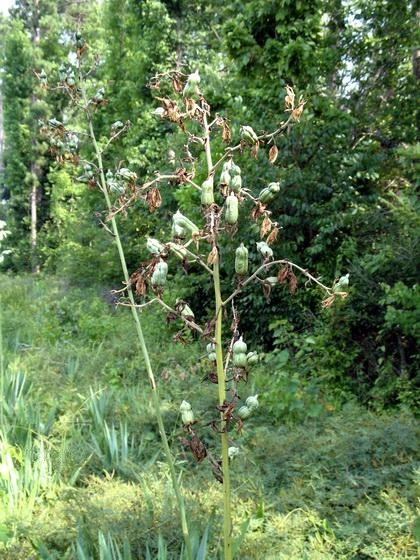